# مجموعه فرهنگی ورزشی شهید چمران
مجموعه فرهنگی ورزشی شهید چمران، یک مجموعه فرهنگی-ورزشی در تهران است که پیش از انقلاب ۱۳۵۷ و با مدیریت علی عبده بنیان‌گذاری شد و با نام بولینگ عبده شناخته می‌شد. این مجموعه در خیابان خیابان شریعتی، بالاتر از پل صدر واقع شده‌است.

## تاریخچه
این مجموعه از سال ۱۳۴۲ فعالیت خود را با نام شرکت سی‌آرسی در محل فعلی آغاز نمود. علی عبده از سهامداران عمده و مدیرعامل آن بوده و نام بولینگ عبده را بر آن گذاشت. بولینگ عبده در زمستان سال ۱۳۵۶ دچار آتش‌سوزی شد. پس از انقلاب این مرکز توسط بنیاد مستضعفان و جانبازان انقلاب اسلامی مصادره شد و با نام مجموعه فرهنگی ورزشی شهید چمران و با سالن‌های ورزشی فعالیت خود را گسترش داد.

## سینما جوان
سینما جوان با درجه کیفیت ممتاز با سه سالن با ظرفیت‌های ۳۰۵، ۲۰۷، ۹۸ نفر در این مجموعه دایر می‌باشد.